# Мста
Мста (рус. Мста) река је на северозападу европског дела Руске Федерације која протиче преко територија Тверске и Новгородске области.
Притока је језера Иљмењ (део басена Балтичког мора). Укупна дужина водотока је 445 km, а површина басена 23.300 km².

## Карактеристике водотока
Река Мста настаје као отока језера Мстино из којег отиче северно од града Вишњег Волочока. На месту њеног отицања из језера Мстино налази се мања брана којом се регулише како ниво воде у језеру, тако и ниво воде у реци. Углавном тече у смеру севера и након 445 km тока улива се у језеро Иљмењ, са његове северне обале где образује пространију замочварену делту. Површина сливног подручја Мсте је око 23.300 km², док је просечан проток на око 40 km од ушћа 202 m³/s.
У горњим деловима тока Мсту карактерише интензивније меандрирање, а ширина корита је између 40 и 50 метара. Низводно од ушћа Березајке и Уверија корито се шири и до 80 метара. У првих 30 km тока корито реке пада за више од 70 метара због чега се у том делу тока налазе бројни брзаци.
У доњем делу тока Мста је права равничарска река коју карактерише миран и спор ток, а ширина корита прелази 100 метара. Река је пловна око 50 km узводно од ушћа.
Најважније притоке су Березајка, Шегринка, Перетна, Љњанаја, Холова, Увер, Белаја, Мда и Хуба.
У средњем и доњем делу тока уз садашње речно корито налазе се бројна речна језера типа мртваја, а највећа је Дуго језеро које се налази на подручју Бологовског рејона Тверске области. На око 20 km од града Боровича у Мсту се улива подземна река Понеретка.